# Marta Roure
Marta Roure i Besolí (ur. 16 stycznia 1981 w Andorze La Vella) – andorska piosenkarka, pierwsza w historii reprezentantka Andory podczas 49. Konkursu Piosenki Eurowizji w 2004 roku.

## Życiorys

### Dzieciństwo, rodzina
Roure urodziła się w Andorze jako córka Jordiego Roure i Torra, trębacza i nauczyciela gry na trąbce. Jej dziadek, Joan Roure i Jané, był kompozytorem, a pradziadek – trębaczem. Jej siostrą, Anna, jest nauczycielką gry na fortepianie.

### Kariera muzyczna

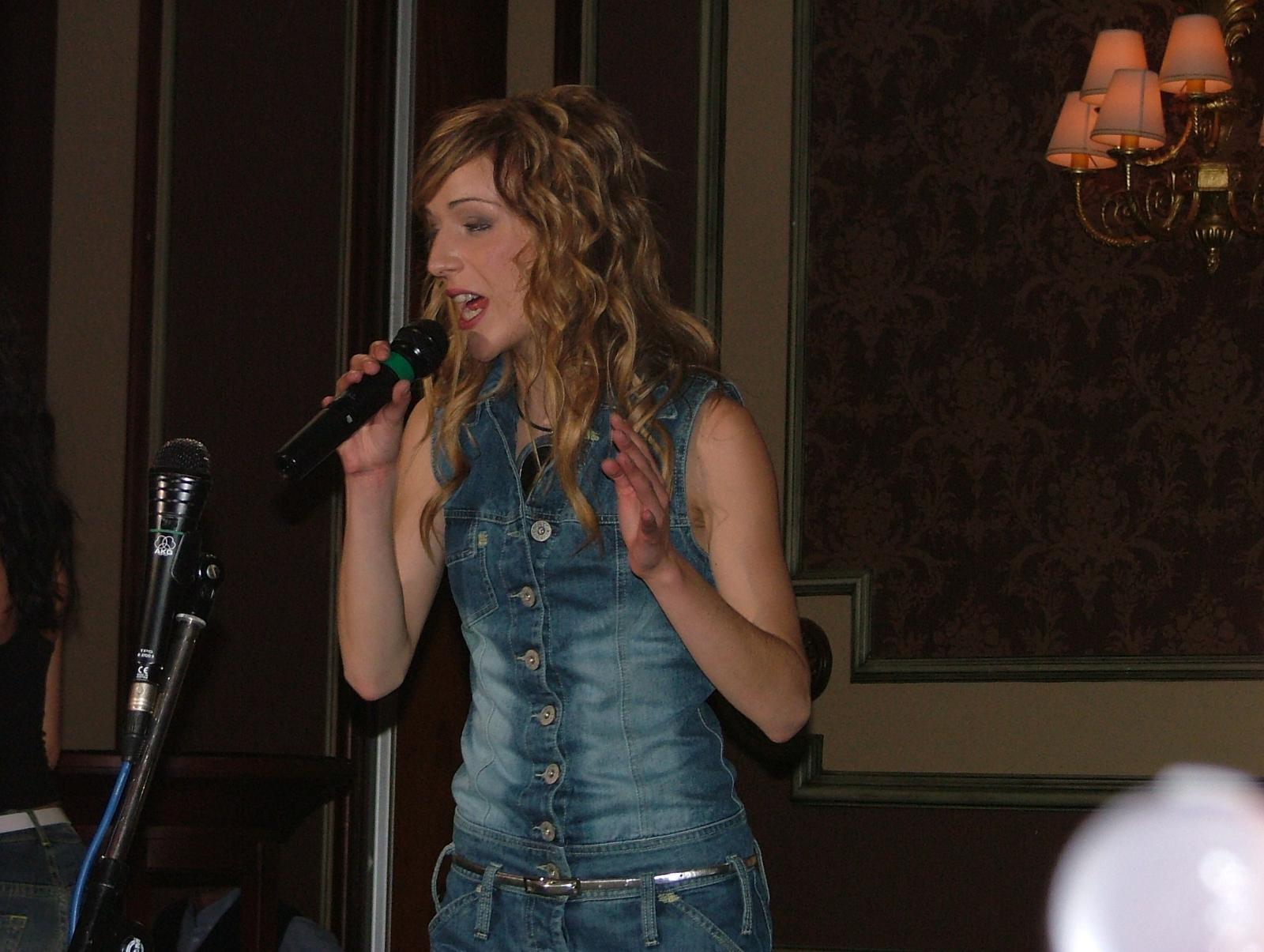
Roure podczas minikoncertu w 2004 roku

Roure uczęszczała do Sol-fa i Konserwatorium w Andorze do klasy fortepianu. Ukończyła piąty stopień piosenki i gry na gitarze w Szkole Muzycznej w Lleidzie, studiowała teatr muzyczny w szkole Youkali w Barcelonie oraz nauki prawne. Uczęszczała także na intensywny kurs Comedia dell'Arte w barcelońskiej Col·legi de Teatre. Wcześniej pracowała jako technik żywności w Andorra La Vella oraz trenowała taniec oraz gimnastykę sportową i rytmiczną.
W grudniu 2003 roku wzięła udział w przesłuchaniach do krajowych eliminacji do 49. Konkursu Piosenki Eurowizji, do których ostatecznie zakwalifikowała się razem z zespołem Bis a Bis. W rundach ćwierćfinałowych zaprezentowała sześć piosenek: „Jugarem a estimar-nos”, „Vine”, „Terra”, „Crec”, „Em quedarà” i „No és nou”, zajmując pierwsze miejsce w pięciu na sześć etapów. W półfinale zakwalifikowała się do finału z utworem „Jugarem a estimar-nos”, z którym ostatecznie wygrała w marcu koncert finałowy, zostając tym samym pierwszą w historii reprezentantką Andory podczas 49. Konkursu Piosenki Eurowizji w 2004 roku. W maju wokalistka zaprezentowała się w półfinale imprezy i zajęła ostatecznie 18. miejsce, zdobywając łącznie 12 punktów (wszystkie od Hiszpanii). 
W kwietniu tego samego roku, czyli miesiąc przed występem w Konkursie Piosenki Eurowizji, Roure wydała swoją debiutancką płytę studyjną zatytułowaną Nua, której producentem został Xavi Ibañez. Po finale widowiska ukazał się drugi singiel promujący album – „Massa fàcil”.

## Życie prywatne
W 2002 roku Roure urodziła swojego pierwszego syna, Julena.

## Dyskografia

### Albumy studyjne
- Nua (2004)